# Hatschepsut (Königstochter)

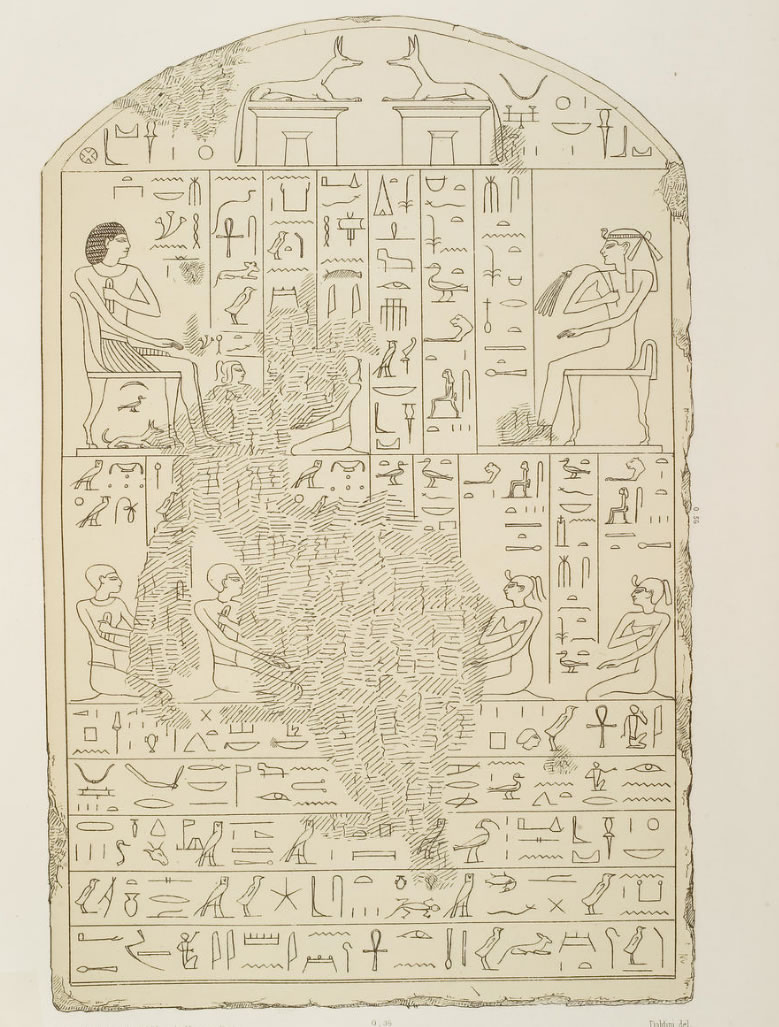
Stele der Hatschepsut

Hatschepsut (Vorderste der Edelfrauen) war eine Königstochter der 13. Dynastie (Zweite Zwischenzeit) des Alten Ägypten um ca. 1750 v. Chr.
Hatschepsut ist aus diversen Quellen bekannt. Sie erscheint auf einer Stele, wo ihre Mutter, die Königsgemahlin Nofret, genannt wird. Ihr Gemahl ist dort ein gewisser Nedjesanch/Iu. Die Stele datiert stilistisch in die 13. Dynastie. Ihr königlicher Vater bleibt unbekannt, auch ist die Königsgemahlin Nofret sonst nicht weiter bezeugt. Eine Königstochter mit dem Namen Hatschepsut ist auch von einem Skarabäus bekannt, der ebenfalls in die 13. Dynastie zu datieren ist.
Im Jahr 2017 wurde eine Pyramide der 13. Dynastie in Dahschur entdeckt. Dort fand sich eine Stele mit Pyramidentexten, auf der auch König Ameni Qemau genannt wird. In der Pyramide fand sich auch ein hölzerner Kanopenkasten, der einer Königstochter Hatschepsut gehört. Im Grab fand sich ein anthropoider Sarg. Es ist momentan nicht bekannt, ob alle drei Belege zu einer Person gehören oder ob es mehrere Königstöchter mit diesem Namen gab.